# إلعاد
إلعاد هي مدينة تقع في المنطقة الوسطى، إسرائيل. بنيت في عقد التسعينات على أراضي قرية المزيرعة الفلسطينية المهجرة، لتستوعب اليهود الحريدم.